# 18 Lwowski Batalion Strzelców
18 Lwowski Batalion Strzelców – batalion piechoty Polskich Sił Zbrojnych.
Wchodził w skład 6 Lwowskiej Brygady Piechoty.

## Formowanie i zmiany organizacyjne
Utworzony ze składu osobowego 18 pułku piechoty 6 Lwowskiej Dywizji Piechoty, Polskich Sił Zbrojnych w ZSRR. Przybył do Iraku w rejon obozu wojskowego Quizil Ribat, w ramach II ewakuacji z ZSRR. Z uwagi na reorganizację 6 Lwowskiej Dywizji Piechoty z dniem 31 października 1942 roku dokonano rozformowania 18 pułku piechoty i z dniem 3 listopada z większości jego składu osobowego utworzono zgodnie z etatami brytyjskimi 18 batalion strzelców i włączono do 6 Samodzielnej Brygady Strzelców. Następnie z dniem 11 marca 1943 roku 18 batalion strzelców otrzymał miano "18 Lwowski Batalion Strzelców", a 6 Brygada, 6 Lwowskiej Brygady Piechoty. Z dniem tym po rozwiązaniu 6 Lwowskiej Dywizji Piechoty, batalion wraz z brygadą został dołączony do 5 Kresowej Dywizji Piechoty. Od listopada 1942 roku do przesunięcia batalionu do Palestyny w sierpniu 1943 roku, w batalionie prowadzono intensywne szkolenie i polepszano stan zdrowotny i kondycję żołnierzy. Dalsze dzieje batalionu znajdują się w opisie działań i walk 6 Lwowskiej Brygady Piechoty.

## Struktura organizacyjna
- kompania dowodzenia 
  - pluton łączności
  - pluton saperów
  - pluton gospodarczy
- cztery kompanie strzeleckie
  - poczet dowódcy
  - trzy plutony strzeleckie
    - trzy drużyny strzelców
    - sekcja moździerzy
- kompania wsparcia
  - pluton moździerzy
  - pluton rozpoznawczy (13 carierów)
  - pluton przeciwpancerny (działa 6-funtowe)

Batalion etatowo liczył 39 oficerów i 744 szeregowych. Posiadał 55 samochodów

## Działania batalionu
Po wojnie batalion, będąc w składzie wojsk okupacyjnych, pełnił między innymi służbę wartowniczą. W lutym 1946 ochraniał obiekty wojskowe i komunikacyjne w rejonie Vittorio Veneto.
|  |  |  |  |  |  |

## Symbole batalionu
Sztandar

Sztandar, ufundowany przez społeczeństwo włoskiego miasta Predappio, został wręczony batalionowi 15 września 1946 roku. 
Na stronie głównej, w środku krzyża kawalerskiego umieszczono białego orła, którego kształt odbiega znacznie od wzoru z roku 1927. Na ramionach krzyża nazwy miast oraz daty ich wyzwolenia, w górnym lewym i prawym dolnym rogu - herb miasta Predappio, a w dolnym lewym i prawym górnym rogu - herb Lwowa. Na stronie odwrotnej w centrum wizerunek Matki Boskiej Ostrobramskiej, wobec czego napis: "Bóg, Honor i Ojczyzna" znalazł się na ramionach krzyża kawalerskiego. W lewym górnym rogu - odznaka  2 Korpusu, w prawym górnym - oznaka rozpoznawcza dowództwa 2 Korpusu i oddziałów pozadywizyjnych, w lewym dolnym - oznaka 18 Batalionu Strzelców Lwowskich, noszoną na kołnierzach kurtek, w prawym dolnym - oznaka 5 Kresowej Dywizji Piechoty. 
Obecnie sztandar eksponowany jest w Instytucie Polskim i Muzeum im. gen. Sikorskiego w Londynie.
Odznaka

Odznaka specjalna: wykonana z białego oksydowanego metalu o wymiarach  21 x 18 mm. Na ażurowej tarczy, lew trzymający koło zębate; jedną łapę opiera na plakietce z cyfrą "18".  Nakładana na patki koloru granatowego z żółtą wypustką. Zatwierdzona rozkazem dowódcy 2 Korpusu nr 2 z 4 stycznia 1946 roku.

## Żołnierze batalionu
Dowódcy batalionu
- ppłk dypl. Ludwik Domoń (3 XI 1942 - 10 VIII 1944)[10]
- p.o. mjr Franciszek Osmakiewicz (od 17 V - 6 VI 1944)[11]
- mjr/ppłk dypl. Aleksander Florkowski (10 VIII 1944 - 1947)

Zastępcy dowódcy batalionu
- mjr Franciszek Osmakiewicz (do VI 1944)
- mjr dypl. Aleksander Florkowski (VI - 10 VIII 1944)[12]
- kpt. Tadeusz Pawulski (10 VIII 1944 - VI 1945)[12]
- kpt. Bronisław Łokaj (także p.o. dowódcy baonu)[13][14][15]

Oficerowie
- ppor. Romuald Ochęduszko († 13 V 1944 Monte Cassino)

## Upamiętnienie
19 marca 1969 Prezydent RP na Uchodźstwie August Zaleski nadał batalionowi Krzyż Srebrny Orderu Wojennego Virtuti Militari. Dekoracji dokonał 2 października 1972 minister obrony narodowej gen. Stefan Brzeszczyński w sali sztandarowej Instytutu Polskiego i Muzeum im. gen. Sikorskiego w Londynie.
Z inicjatywy mjr. Kazimierza Światocho została wykonana urna-wotum z wygrawerowanymi nazwiskami 131 poległych żołnierzy batalionu, którą w 1983 poświęcono na Jasnej Górze.